# Achille Mélandri

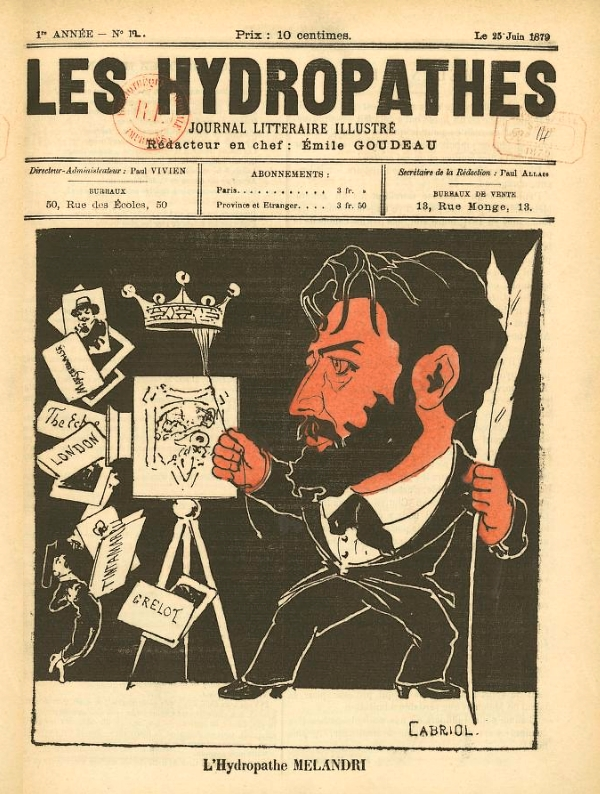
Caricature d'Achille Mélandri par Georges Lorin dans le journal Les Hydropathes (25 juin 1879).

Achille Mélandri, né le 7 novembre 1845 à Lindebeuf et mort le 22 août 1905 en Italie, est un photographe et journaliste français.

## Biographie
Petit-fils de la princesse Coralli et fils du général Mélandri, qui prit une part active au soulèvement des Romagnes en 1854, il voyage en Angleterre et en Italie puis revient en France. Il travaille avec Émile Cohl aux prémisses des recherches sur la photographie animée qui débouchera sur le premier dessin animé cinématographique inventé par Cohl.[réf. nécessaire]
Mélandri est surtout connu pour le studio de photographie qu'il tenait au 19 de la rue Clauzel dans le quartier Saint-Georges mais il avait de nombreuses autres activités dans les domaines littéraires, journalistique et artistiques. Il fut intronisé dans le groupe des Hydropathes et publia, sous le pseudonyme de Monsieur Irlande, des poèmes dans leur journal en 1879 et 1880. Il collabora aussi à de nombreux journaux : Le Tintamarre, Le Figaro, La Chronique parisienne ou La Révolution populaire.
Son atelier était le lieu de rencontre de nombreux artistes et écrivains du quartier, on y rencontrait Coquelin Cadet, André Gill, Jules Jouy, Luigi Loir, Georges Lorin, en plus des personnalités qui venaient se faire photographier comme Sarah Bernhardt ou Auguste Renoir.

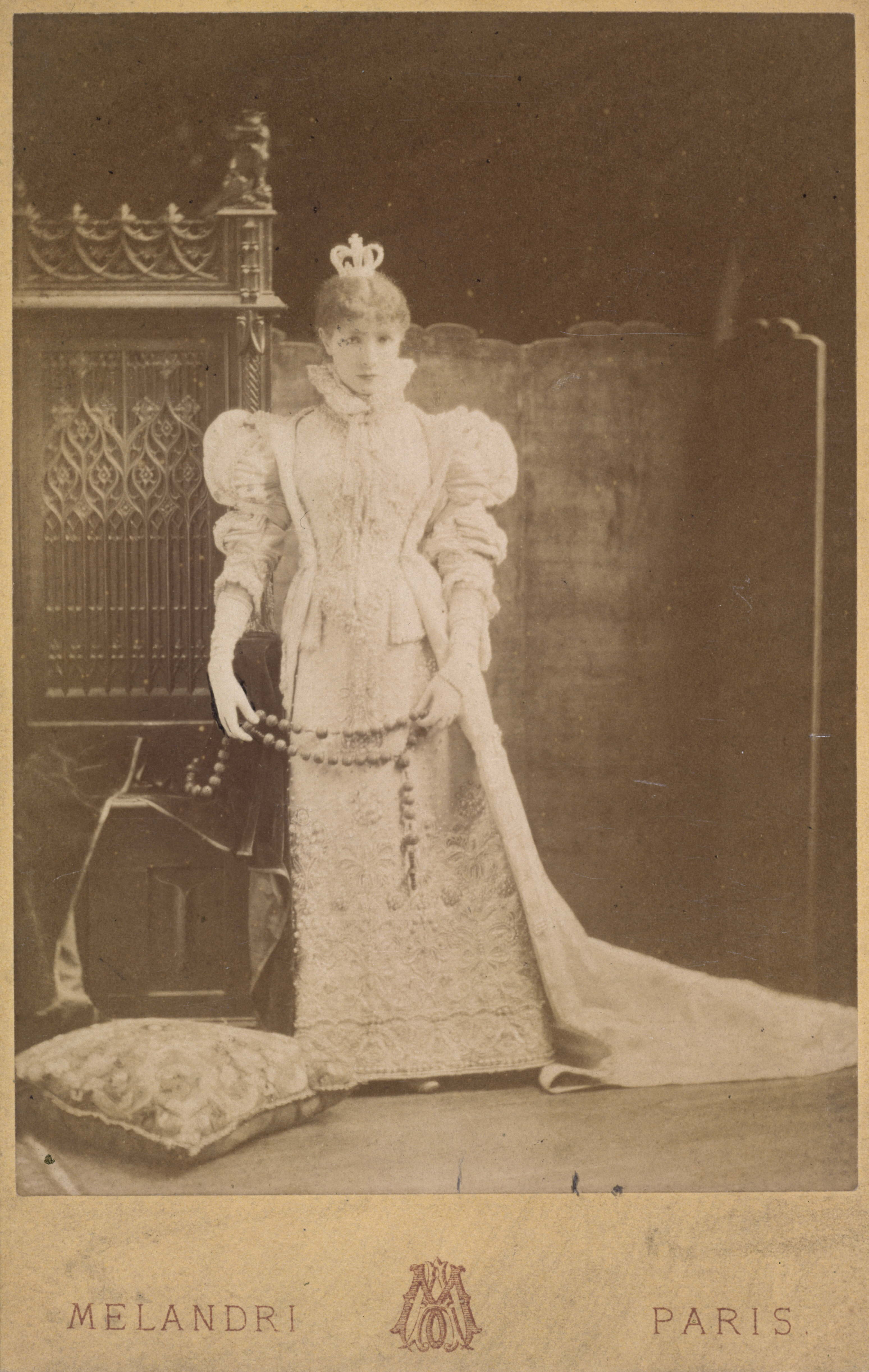
Sarah Bernhardt en 1872.
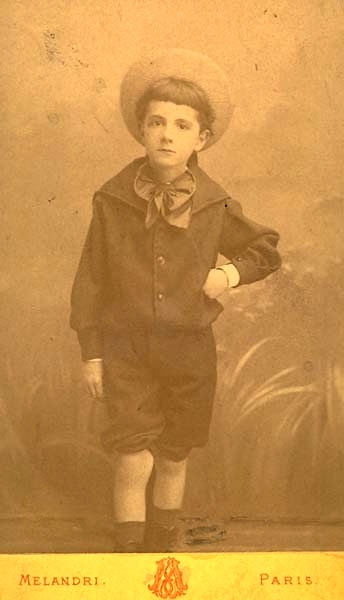
Jacques Bizet vers 1880.
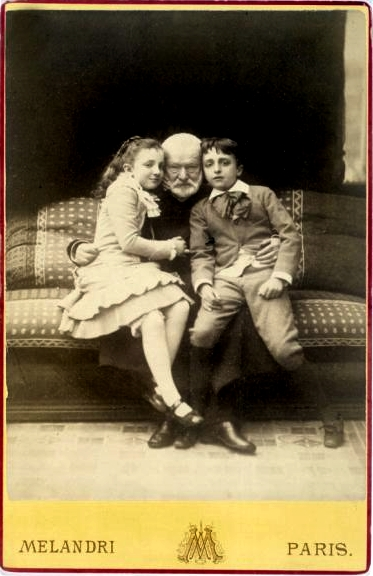
Victor Hugo et ses petits-enfants (1881).

## Publications
- Lady Vénus, avec 125 illustrations de Henry Somm, Paul Ollendorff éditeur, Paris 1884. Recueil de nouvelles [4].
- Patte de velours, ill. de Luigi Loir, Paris, E. Dentu, 1887.
- Le Lutin du château de Crasville, illustré par Ferdinand Raffin, Alcide Picard et Kaan, 1898.
- Nombreux recueils de poèmes, nouvelles, fantaisies... voir liste sur le site de la Bibliothèque nationale de France .